# Лесовский, Степан Иванович
Степан Иванович Лесовский (1781 или 1782 — 11 (23) ноября 1839) — участник Отечественной войны 1812 года, командир Кинбурнского драгунского полка, курский губернатор; действительный статский советник, сенатор.

## Биография
Родился в 1781 или 1782 году. Происходил из дворян Московской губернии, по матери был потомком Петра Павловича Шафирова — известного дипломата петровского времени. Незаконный сын генерал-фельдмаршала Николая Васильевича Репнина (1734—1801) от связи его с Анастасией Николаевной Нелединской-Мелецкой, ур. Головиной (1754—1803), взятый им на воспитание.
В 1796 году Степан Лесовский произведён в первый офицерский чин. Екатерина II подарила Репнину имение близ Телехан, выделенное из конфискованного имения гетмана Огинского с шестью тысячами крепостных крестьян. Князь подарил своему незаконному сыну четыреста душ крестьян, а после смерти Репнина досталась ему и большая часть его библиотеки, состоявшей в основном из хорошо подобранных французских книг. В 1802 году Лесовский устроился членом управления над Огинским каналом в Минской губернии и занимался обустройством своего имения.
Участвовал в Отечественной войне 1812 года и его подвиги были отмечены орденами. 1 июня 1815 года полковник Мариупольского гусарского полка Лесовский был назначен командиром Кинбурнского драгунского полка. 1 января 1819 года произведён в чин генерал-майора, с назначением состоять при начальнике 2-й Драгунской дивизии. В октябре 1821 года назначен командиром 2-й бригады 4-й драгунской (с 1827 года гусарской) дивизии. Оставался в этой должности до июня 1829 года. С июня 1826 по май 1827 года находился одновременно в должностях командира дивизии и командира 2-й бригады этой дивизии.
30 декабря 1826 года вступил в должность курского губернатора. Преподнёс Курской мужской гимназии коллекцию минералов, хранившуюся там вместе с портретом дарителя в золотой раме до революции 1917 года
17 апреля 1830 года был назначен на должность начальника жандармского округа в Москве; произведён в генерал-майоры. С 21 июня 1834 года был сенатором в чине действительного статского советника.
Скончался 11 (23) ноября 1839 года и был похоронен в Елецком монастыре в Чернигове.

## Награды
- Орден Святого Владимира 4-й степени с бантом (1812)
- Орден Святой Анны 2-й степени с алмазами (1812)
- Золотая сабля «За храбрость» (1813)
- Pour le Mérite (Пруссия) (1813)
- Орден Святого Георгия 4-й степени (1813)
- Орден Святого Владимира 3-й степени (1814)
- Орден Святой Анны 1-й степени (24.2.1829)
- Орден Святого Владимира 2-й степени (25.6.1831)

## Оценки современников
Лесовский, по отзыву Герцена, «был не злой и не дурной человек». И. П. Липранди в своих воспоминаниях писал о нём, как об одном из главных деятелей, способствовавших славе Мариупольского полка в Отечественную войну, по его мнению, Лесовский был человеком, который стоял очень высоко и «если бы жил он лет тридцать позже, то был бы одним из замечательнейших лиц».

## Семья
В 1814 году в Париже Лесовский женился на француженке Франсуазе, их сын — Степан Степанович Лесовский (1817—1884).